# Foredrag
Et foredrag er en mundtlig præsentation af et emne for et publikum. 
Et causeri er en fremlæggelse i en let og underholdende (causerende) form og som regel i en meget personlig stil, mens et foredrag er mere neutralt.[kilde mangler]
| Anime eller manga | Spire Denne artikel om medie og kommunikation er en spire som bør udbygges. Du er velkommen til at hjælpe Wikipedia ved at udvide den. |